# Barn lilla barn
Barn lilla barn är en sång skriven av Paul Sahlin, utgiven på singel 25 december 2020. Låten producerades av Sahlin själv och Johan Rosén, och gavs ut på Paljett Produktion AB.
Låten är en hyllning till Sahlins första barnbarn, och gick inledningsvis under namnet Olivia, men släpptes istället med en omarbetad text. Texten beskriver barnets personliga egenskaper samt kärleken till ett nyfött barn, och i refrängen får barnet sitt namn.